# 4509 Gorbatskij
4509 Gorbatskij eller A917 SG är en asteroid i huvudbältet, som upptäcktes 23 september 1917 av den sovjetiske astronomen Sergej Beljavskij vid Simeiz-observatoriet på Krim. Den har fått sitt namn efter den sovjetisk-ryske astronomen Vitalij Gorbatskij (1920–2005).
Asteroiden har en diameter på ungefär åtta kilometer.